# A kacsa ½ 8-kor csenget
A kacsa ½ 8-kor csenget (eredeti címe Die Ente klingelt um ½ 8) egy 1968-ban bemutatott színes nyugatnémet–olasz abszurd filmvígjáték, Rolf Thiele rendezésében, Heinz Rühmann főszereplésével.

## Cselekmény
Dr. Alexander számítógépes mérnök racionálisan gondolkodó, precíz szakember. Egy konferencián előadást tart arról, hogy az emberiség összes tevékenységét programozható számítógépekkel kell irányítani, hogy minden pontos terv szerint, kiszámítható módon, véletlen hibák okozta zavarok nélkül, hatékonyan működhessen. Saját és felesége életét is logikus rendszerbe szervezi. Egész háztartása automatizálva van, az ébresztőórától a vasalóig és a konyhai berendezésekig minden önműködő, elektronikus programvezérlésű, önállóan dolgozó eszköz.
Egy este Alexander azért siet haza a munkából, mert reggel bekészített egy sütnivaló kacsát a programozott grillsütőbe, amely pontban este fél nyolckor elkészül és ezt csengetéssel jelzi. Alexander tervébe váratlan hiba csúszik: elakad a csúcsforgalmi dugóban. Mivel muszáj időre hazaérnie, egy teherpályaudvar lezárt ipari útján át próbál átcsúszni. Ott azonban éppen egy vándorcirkusz rakodik. Egy cirkuszi elefánt ráül a Volkswagen Bogár csomagtartó fedelére. Alexander nem csinál balhét, tovább hajt, de hamarosan rendőrök állítják meg, és magyarázatot követelnek az autó sérülésére. Alexander nem akar bírságot, nem mondja el, hogy szabálytalanul egy lezárt úton hajtott, csak annyit mond, hogy egy nagy elefánttal ütközött, és siet haza, mert „a kacsa fél nyolckor csenget”. A rendőrök bolondnak hiszik, erőszakkal beviszik az őrszobára. A rendőrorvos belenyom egy nyugtató injekciót, és beszállíttatja egy elmegyógyintézetbe.
Alexander először úgy próbál kijutni, hogy szabatosan elmondja az igazságot, ezt azonban senki sem hiszi el neki, és még bolondabbnak hiszik. Megszökik, az üldöző rendőrök elől egy ház padlására menekül, itt egy filmforgatásba botlik. Egy meztelen színésznővel együtt szalad végig a háztetőn. A rendező letolja, hogy idő előtt lépett be a jelenetbe. A színésznő közben interjút ad egy riporternek. Elmondja, a társadalmi viszonyok elleni tiltakozásul vetkőzött le, és ugyanilyen témájú cikket olvas a Spiegel folyóiratból. Alexander közben az utcán elvegyül a társadalmi viszonyok ellen tiltakozó, részben szintén meztelen tüntetők csoportjában, de a rendőrök és Sauermann professzor rátalálnak, kiemelik és visszaviszik az intézetbe. A tüntetők azt hiszik, saját elvtársuk rendőri erőszak áldozatává vált, megrohamozzák az elmegyógyintézetet, a rendőrök vízsugarakkal szorítják vissza őket. Amikor Alexander szabatosan elmondja az igazságot, hogy egy meztelen nő futott előtte végig a tetőn, Sauermann professzor és Jaspers docensnő a beteg képzelt rögeszméinek súlyosbodását diagnosztizálják, és szigorított őrizetét rendelik el. Alexandert ketrecbe zárják.
Itt látogatja meg a szomszéd szobában lakó páciens, egy bíró, aki teljesen épelméjű, de időről időre bolondnak tetteti magát, hogy beutalják Sauermann professzor elmegyógyintézetébe, ahol néhány napig zavartalanul pihenhet és olvasgathat. A bíró kioktatja Alexandert, hogy ha ragaszkodik a valósághoz, akkor egyre bolondabbnak fogják tartani, és sohasem engedik ki. Az elmegyógyintézetben nem egyértelmű, kik a bolondabbak, a betegek vagy az őket vizsgáló rögeszmés pszichiáterek. Alexandernek csak úgy van esélye a szabadulásra, ha – az orvosi személyzet elvárásainak megfelelően – rögeszmés elmebetegként kezd viselkedni, azután hagyja magát „kigyógyítani”. Az intelligens Alexander megfogadja a tanácsot, Sauermnannak és Jaspersnek elmondja, hogy az elefánt, amelyet elütött, most is ott lakik vele a betegszobában. Az orvosok azonnal elhiszik minden szavát. Alexandert bemutatják az orvosegyetemi előadásokon mint a rögeszmés pszichózis parádés iskolapéldáját. Sauermann professzor először vele együtt sétáltatja a képzelt elefántot, majd hibátlan logikával rávezeti betegét, hogy ha a meztelen nőszemély nem lehet itt, akkor az elefánt sem lehet itt, tehát az elefánt nem is létezik. Alexander engedelmesen utánamondja, ezután gyógyulttá nyilvánítják és hazabocsátják.
A rendőrség azonban őrizetbe veszi és előállítja Alexandert azzal a váddal, hogy a közlekedési bűnügyében küldött idézésekre nem reagált. A bírósági tárgyaláson Alexander régi ismerőse, az álbeteg bíró elnököl. A vád szerint a mérnök autójával elütött egy elefántot. Védője az orvosi zárójelentésre hivatkozik, miszerint Alexander csak elképzelte az elefántot, amely valójában sohasem létezett. A beidézett tanúk: orvosok, ápolók, rendőrök, a filmrendező, a meztelen színésznő és a tárgyalóterembe beözönlő tüntetők is a saját maguk igazságait vallják. Mindenki igazat mond, ezért kibogozhatatlan káosz áll elő. Alexander megállapítja, hogy a helyzet az emberi agy korlátai miatt nem megoldható. A bíró behozatja Alexander cégének csúcs-szuper számítógépét, amelybe betáplálják az összes törvényt, tanúvallomást, periratot, szakvéleményt és orvosi leletet. A gép hosszú zakatolás és zörgés után átalakul egy valódi elefánttá. Az abszurd helyzetben Alexander szabadon távozik.

## Szereposztás
| Szerep                         | Színész            | Magyar hangja (1. szinkron, 1969) | Magyar hangja (2. szinkron) |
| ------------------------------ | ------------------ | --------------------------------- | --------------------------- |
| Dr. Alexander                  | Heinz Rühmann      | Ráday Imre                        | Konrád Antal                |
| Adele, a felesége              | Hertha Feiler      | (n. a.)                           | Pápai Erika                 |
| Sauermann professzor           | Charles Régnier    | Zách János                        | Bezerédi Zoltán             |
| Dr. Jaspers docensnő           | Graziella Granata  | Kállay Ilona                      | Balsai Mónika               |
| Kellermann, Alexander ügyvédje | John Van Dreelen   | Szabó Ottó                        | Haás Vander Péter           |
| Álbeteg a klinikán / Bíró      | Balduin Baas       | Gelley Kornél                     | Kapácsy Miklós              |
| TV-riporter                    | Sammy Drechsel     | Verebes Károly                    | Koncz István                |
| Államügyész                    | Rudolf Schündler   | (n. a.)                           | (n. a.)                     |
| Rendőrorvos                    | Hans Epskamp       | (n. a.)                           | (n. a.)                     |
| Ulrike szobalány               | Monika Teuber      | (n. a.)                           | (n. a.)                     |
| Ilse asszony                   | Angela Hillebrecht | (n. a.)                           | (n. a.)                     |
| Bolti eladó                    | Herbert Bötticher  | (n. a.)                           | (n. a.)                     |
| Nővér                          | Inge Marschall     | (n. a.)                           | (n. a.)                     |

További magyar hangok
- 1. szinkron: Fillár István, Győri Ilona, Horváth Pál, Kautzky József, Képessy József, Madaras József, Pathó István, Petur Ilka, Surányi Imre, Szabó László, Szoó György, Tyll Attila, Uri István
- 2. szinkron: Előd Álmos, Vári Attila

## Háttér
A film bevezető kockáin futurisztikus számítógépek láthatók villogó lámpákkal és színes nyomógombokkal. Thiele rendező ezzel a korabeli (1960-as évekbeli) fiatal, „új-hullámos” filmrendezők filmjeiben, a csodás technikai fejlődést istenítő híradófelvételekben és a korabeli sci-fi filmekben jellemzően használt stílust parodizálja. A városi forgalmat megbénító dugók képei és a dugóban rekedt emberek viselkedése a kortárs városi élet ironikus ábrázolása. A filmbéli filmforgatás jelenetével Thiele egyenesen kigúnyolja az ifjú filmrendezők minden elleni tiltakozását. A filmben Thiele számos szituációt és poént ültetett át a híres és népszerű Heinz Rühmann korábbi filmvígjátékaiból. A film kigúnyolja az 1968-as társadalmi nyugtalanságokat is, a tüntetőket handabandázó bohócokként állítva be.

## Fogadtatás
A filmet a kritika egyöntetűen lehúzta. Bírálói unalmasnak, közhelyesnek, erőltetett humorúnak minősítették. A német nyelvű Nemzetközi Filmlexikon (Lexikon des internationalen Films) azt írta: „nagy költséggel, lapos poénokkal és sok illetlenséggel teli filmparódia”. Csak a főszereplő Heinz Rühmann játékát emelte ki. Az Epd Film műkritikai szakfolyóirat is csak a főszereplő játékát ítélte meg pozitívan: „A film csalódást okozott, bár a szexőrült Rolf Thiele rendezőtől nem is várhattunk mást. A komoly karakterű főszereplő kiváló munkája és a rendező túlfűtött, gyatra gyakorlata között bántó stílustörést látunk. Felnőtteknek (sem) ajánljuk.” Elismeréssel írtak Wolf Wirth operatőr munkájáról, aki látványos szín-fény-játékkal és gyors perspektívaváltásokkal érzékeltette a valóságnak hitt képzelgések és az elmebajtól alig elválasztható valóság között húzódó határmezsgyét.

## További információ
- A kacsa ½ 8-kor csenget a PORT.hu-n (magyarul)
- A kacsa ½ 8-kor csenget az Internetes Szinkronadatbázisban (magyarul)
- A kacsa ½ 8-kor csenget az Internet Movie Database-ben (angolul)
- A kacsa ½ 8-kor csenget a Box Office Mojón (angolul)
- Die Ente klingelt um ½ 8 (német nyelven). Filmportal.de
- Die Ente klingelt um ½ 8 (német nyelven). Filmdienst.de (Portal für Kino und Filmkultur)
- Die Ente klingelt um halb Acht (The Duck Rings at 7.30) (angol nyelven). Collections Search British Film Institute (BFI.org). (Hozzáférés: 2023. október 24.)
- Die Ente klingelt um halb acht 1968 (teljes film) (német nyelven). DailyMotion.com. (Hozzáférés: 2023. április 28.)
- Die Ente klingelt um ½ 8 - 1968 ‧ Komödie - Heinz Rühmann (teljes film) (német nyelven). YouTube.com. (Hozzáférés: 2023. április 28.)